# منگ ژو ژانگ
منگ ژو ژانگ (چینی ساده: 张梦雪; چینی سنتی: 張夢雪; پین‌یین: Zhāng Mèngxuě) یک ورزشکار چینی در رشته تیراندازی است.
او در مسابقات تیراندازی المپیک ریو در ماده تپانچه بادی ۱۰ متر زنان با امتیاز ۱۹۹٫۴ موفق شد به مقام قهرمانی برسد.